# ونگنی
ونگنی (به انگلیسی: Vangani) یک ایستگاه قطار در هند است که در Thane district واقع شده‌است.

## خصوصیات
ونگنی ۴۰ متر بالاتر از سطح دریا واقع شده‌است.